# بحيرة لاناو
بحيرة لاناو هي أكبر بحيرة في جزيرة مينداناو، وثاني أكبر بحيرة في الفلبين من حيث المساحة، وتقع في مقاطعة لاناو ديل سور. تمتد البحيرة على مساحة تُقدر بحوالي 340 كم²، ويبلغ عمقها الأقصى نحو 112 مترًا، كما تقع على ارتفاع نحو 700 متر فوق سطح البحر .

تُعد البحيرة مركزًا مهمًا للموارد المائية والكهرباء في المنطقة، إذ تغذي محطة الطاقة الكهرومائية لاناو، كما توفر مياهًا للزراعة والصيد. وتحتوي البحيرة على تنوع بيولوجي فريد، بما في ذلك العديد من أنواع الأسماك المتوطنة مثل البلطي المحلي، وهي محمية طبيعية ذات أهمية بيئية وثقافية عالية، ووجهة سياحية، حيث يمكن للسياح الاستمتاع بالمناظر الطبيعية الخلابة، وصيد الأسماك، ومراقبة الطيور، وزيارة القرى المحيطة التي تتميز بالثقافة المحلية.